# Tropocyclops rarus
Tropocyclops rarus – gatunek widłonoga z rodziny Cyclopidae. Nazwa naukowa tego gatunku skorupiaków została opublikowana w 1983 roku przez francuskiego zoologa-limnologa Bernarda Henriego Dussarta.